# Jean-Louis du Lau
Jean-Louis du Lau de la Coste d'Allemans, né en 1708 au château de Lacoste et mort le 13 septembre 1746 à Paris, est un prélat français du XVIIIe siècle, évêque de Digne.

## Biographie
Jean-Louis Dulau nait en 1708 au château de Lacoste. Il est le fils de Jean Armand du Lau, seigneur de La Côte ou Coste, d'où son nom d'« Abbé de La Coste » et de Marie Sibille Dulau d'Allemans. Il est le frère aîné de Jean Dulau d'Allemans (né à La Côte, paroisse de Biras en 1710- ?Périgueux en janvier 1791?), curé de la paroisse Saint-Sulpice de Paris de 1748 à 1777.
Jean Louis et Jean Dulau d'Allemans sont les oncles de Jean Marie Dulau d'Allemans, archevêque d'Arles, massacré aux Carmes le 2 septembre 1792.
Il devient prieur du Mont-aux-Malades puis vicaire général du cardinal Henri-Pons de Thiard de Bissy, évêque de Meaux et abbé commendataire de Saint-Romain de Blaye, lorsqu'il est nommé  à l'évêché de Digne en 1742, confirmé en septembre et consacré en octobre par le nouvel évêque de Meaux. Il meurt âgé de 33 ans à Paris 15 septembre 1746 dans la paroisse de Saint-Sulpice.

### Source
- La France pontificale (Gallia Christiana), Paris, s.d.